# Hermann Jacques Jordan

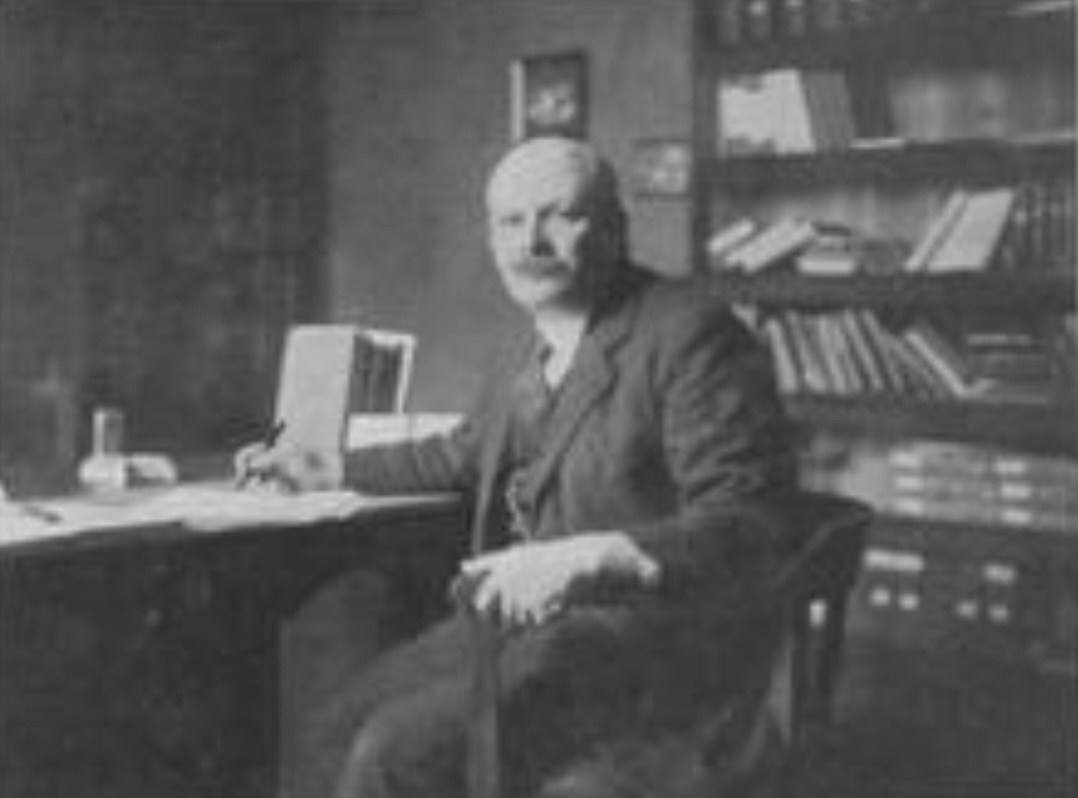
Hermann Jacques Jordan

Hermann Jacques Jordan (* 9. Juli 1877 in Paris; † 21. September 1943 in Wageningen, Provinz Gelderland) war ein deutsch-niederländischer Zoologe. Sein Spezialgebiet war die vergleichende Physiologie.

## Leben
Hermann J. Jordans Eltern waren der Kaufmann Julius Jordan und seine (jüdische) Frau Rosa geborene Levie.
Als Neunjähriger kam Hermann Jordan mit seiner Familie nach Eisenach. 1896 bestand er die Abiturprüfung am Realgymnasium Eisenach. Von Ostern 1896 bis Herbst 1897 studierte er an der Julius-Maximilians-Universität Würzburg Naturwissenschaften. Wie sein älterer Bruder Leo Jordan wurde er im Corps Guestphalia Würzburg aktiv. Zu seinen akademischen Lehrern gehörten Theodor Boveri und Julius Sachs. Als Inaktiver wechselte er an die Rheinische Friedrich-Wilhelms-Universität Bonn. Dort unterwies ihn Eduard Pflüger in experimenteller Physiologie. Im Herbst 1898 ging er für anderthalb Jahre an die Zoologische Station Neapel. Als Assistent von Anton Dohrn untersuchte er die Fortbewegung einer Schleierschnecke. Daraus entstand die Doktorarbeit, mit der er im Februar 1901 (als 23-Jähriger) in Bonn summa cum laude zum Dr. phil. promoviert wurde.
Eine Stelle für vergleichende Physiologie gab es nirgends. Jordan ging deshalb 1902 an das Concilium Bibliographicum in Zürich. Die Universität Zürich ernannte ihn 1904 zum Privatdozenten. 1907 übernahm er einen Lehrauftrag an der Eberhard Karls Universität Tübingen, die ihn 1911 zum Professor ernannte. Im Herbst 1913 wechselte er als Assistent an die Reichsuniversität Utrecht, die ihn 1915 auf ein Extraordinariat und 1919 auf den Lehrstuhl für vergleichende Physiologie (1919) berief. Seine Antrittsvorlesung stand unter dem Titel De vergelijkende physiologie in de geschiedenis der dierkunde. Aus den Platz- und Einrichtungsproblemen seines Labors half ihm die Rockefeller-Stiftung. Sie unterstützte die Finanzierung eines Neubaus, der im November 1935 eingeweiht wurde.
Er hielt Vorträge an der Volksuniversiteit Utrecht und gab Kurse an der Niederländischen Zoologischen Station in Den Helder. Befreundet mit Maria Montessori, war er Mitbegründer und Kurator des Montessori Lyceums Amsterdam. Während der deutschen Besetzung der Niederlande verlor die Schule viele jüdische Schüler im Holocaust. Verheiratet war Jordan seit 1902 mit Nanette van Witsen, einer Jüdin aus Rotterdam. Am 1. April 1943 von seinem Lehrstuhl entlassen, versteckte er sich mit ihr in den letzten Monaten seines Lebens.

## Ehrungen
- Mitglied der Königlich Niederländischen Akademie der Wissenschaften (1928)
- Wahl in die Deutsche Akademie der Naturforscher Leopoldina (1932)[6]

## Schriften
- Die Lebenserscheinungen und der naturphilosophische Monismus. Leipzig 1911.
- Vergleichende Physiologie wirbelloser Tiere. 1913.
- Het leven der dieren in het zoete water. Utrecht 1918.
- De levensverrichtingen van den mensch. 1926.
- mit Gottwalt Christian Hirsch: Einige vergleichend-physiologische Probleme der Verdauung bei Metazoen : Typen des Nahrungsgewinns und der Nahrungszerkleinerung, extra- und intraplasmatische Verdauung, Darmbau, Sekretion und Enzyme. 1927.
- Methoden und Technik der Nerven- und Muskelphysiologie bei wirbellosen Tieren. Urban & Schwarzenberg 1929.
- Allgemeine vergleichende Physiologie der Tiere. 1929.
- De bewegingsmachine van het dier. 1930.
- De causale verklaring van het leven. 1940.
- Die theoretischen Grundlagen der Tierphysiologie. 1941.